# Penal San Jorge
El Penal San Jorge fue un centro penitenciario de varones ubicado en el distrito de Lima, en la ciudad homónima, capital del Perú. Estuvo ubicada en la cuadra 15 de la avenida Nicolás de Piérola, en la manzana ubicada entre las calles Andahuaylas, Montevideo, Ayacucho y el Pasaje Artesanos, en pleno centro de la ciudad. Fue una cárcel para reos primarios, es decir, personas que delinquieron por primera vez. Fue cerrada en 2014, tras la venta del terreno al Consorcio Promotor San Jorge por 37 millones de dólares. En 2015, la agencia ProInversión anuló la venta, y en 2017, fue transferido al Poder Judicial. Desde entonces, los edificios fueron demolidos y el terreno se encuentra desocupado en su mayor parte.
Durante su funcionamiento, en los años 1980, recibió a los presos del Penal El Sexto luego del sangriento motín que se dio en 1984. En los años 1990, recibió a varios presos acusados de delitos de corrupción tras la caída del gobierno de Alberto Fujimori
En 2012, el INPE propuso que este penal así como el Penal de Mujeres de Chorrillos dejen las zonas urbanas donde se encuentran y sean trasladados a otras ubicaciones fuera de la ciudad. En 2014, se decidió la clausura de este establecimiento penitenciario señalándose como fecha de su clausura definitiva el 19 de octubre de ese año. La razón fue la venta del terreno para la construcción de un centro comercial. En teoría, el comprador construiría a favor del estado peruano un penal con una mayor capacidad. Si bien en ese momento se comentó que los reos serían trasladados a un penal en la provincia de Chincha, fueron trasladados al Penal de Ancón II.
En 2020, en el marco de la Pandemia de COVID-19, el Ministerio de Justicia dispuso la utilización temporal del penal, como espacio de aislamiento sanitario, para internos de Lima que estuvieran afectados o sean sospechosos de estar contagiados con el virus. En 2022, se informó que en parte del terreno se construirá una "Unidad de Flagrancia" para el juzgamiento célere de delitos comunes. Asimismo, se señaló que el resto del área sería utilizada para la construcción de una "Ciudad Judicial".